# Финк, Ойген
О́йген Финк (нем. Eugen Fink, 11 декабря 1905, Констанц — 25 июля 1975, Фрайбург) — немецкий философ, феноменолог.

## Биография
В 1928—1936 годах — ассистент Эдмунда Гуссерля. Остался верен Гуссерлю после его изгнания как еврея из университета в 1933 году, обсуждал с ним поздние произведения, заботился о сохранении архива философа.
С 1939 по 1948 годы преподавал философию в Лувенском католическом университете (Бельгия), куда его пригласил Герман Ван Бреда.
С 1948 г. и до выхода на пенсию — профессор Фрайбургского университета.
Член редакционного комитета многотомного издания «Phenomenologica».
Учитель историка Эрнста Нольте.
Первые работы Финка были посвящены феноменологическому анализу психических явлений. В 1933 году он выпустил книгу «Феноменологическая философия Эдмунда Гуссерля в свете современной критики», после выхода которой Гуссерль назвал его своим «наиболее последовательным учеником». Дружил и переписывался с Яном Паточкой.
Впоследствии, пропагандируя феноменологию, Финк сближал её с идеями Хайдеггера и Ницше.
Автор работ «О феноменологии» (Studien zur Phanomenologie. 1930—1939), «Философия Ницше» (Nietzsches Philosophie. 1960).
В зимнем семестре 1966/67 гг. Финк организовал при участии М. Хайдеггера семинар, посвящённый Гераклиту.